# AHTSAR
AHTSAR è il sottogruppo (in tassonomia filogenetica) più primitivo del gruppo Diaphoretickes (l'altro é EuDiaphoretickes)
HTSAR comprende i due infragruppi Ancoracysta e HTSAR, quest'ultimo contenente i due superregni (H) Haptista e TSAR, quest'ultimo diviso nei due regni (T)Telonemia e SAR, chiamato così perché contenente i due subphylum (S) Stramenopiles e (A) Alveolata (del phylum Halvaria), e il Phylum (R) Rhizaria.